# Манастир Свети Заум
Манастир Свети Заум или црква Пресвете Богородице Захумске (Свети Заум) се налази у близини рибарског села Трпејца. Манастир је удаљен 20 км од Охрида.
Цркву Свете Богородице Захумске, познату као манастир Заум, подигао је брат Вука Бранковића Кесар Гргур на Охридском језеру 1360. године. У њој је сахрањен и властелин Остоја Рајаковић, сродник краља Марка.  Током 1898. године манастир Заум је порушен, а касније реконструисан.
Као донатори манастира спомињу се епископи Девол и Григорије. Међу фрескама постоји леп портрет светог Наума Охридског. На жалост већина фреска у манастиру је оштећена.